# Buitenpost

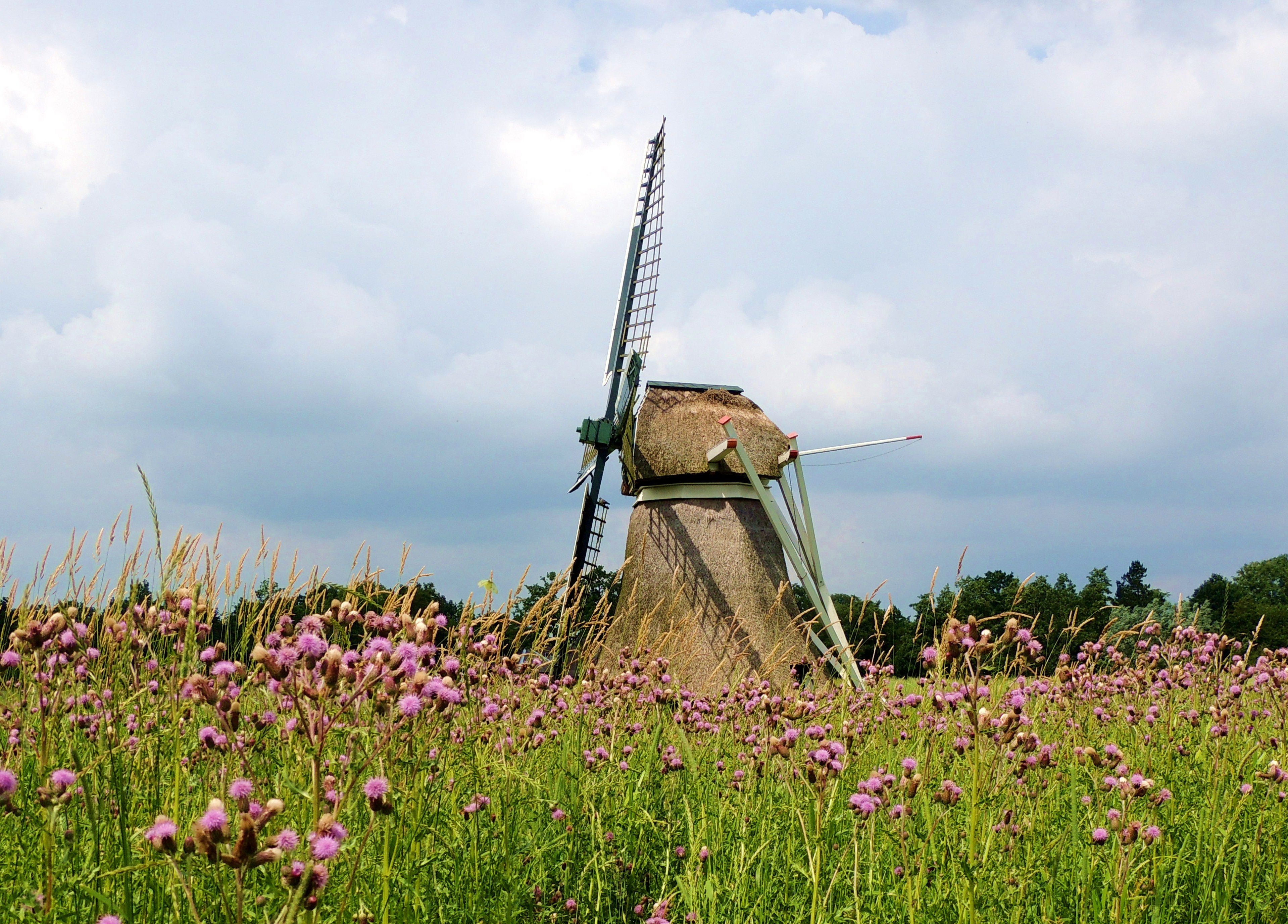
Väderkvarn i Buitenpost.

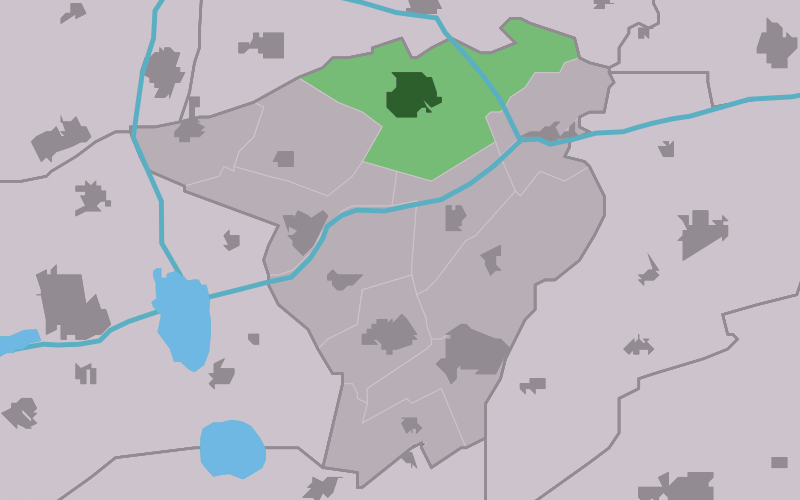
Distriktet Buitenpost inom kommunen Achtkarspelen

Buitenpost (frisiska: Bûtenpost) är en stad i nordöstra Friesland i Nederländerna, belägen ungefär halvvägs mellan Leeuwarden och Groningen. Staden har 5 762 invånare (1 januari 2006) och är huvudort i kommunen Achtkarspelen.